# Dancing with the Stars (Grecja)
Dancing with the Stars – program rozrywkowy nadawany przez ANT1 od 2010. Program produkowany jest na podstawie formatu Dancing with the Stars na licencji BBC Worldwide. Producentem programu jest ENA Productions.

## Zasady programu
W programie uczestniczą pary złożone z osobowości medialnych oraz zawodowego tancerza towarzyskiego, które w każdym odcinku prezentują przygotowany taniec, oceniany przez komisję jurorską, w skali ocen od 1 do 10. Oprócz punktów przyznanych przez sędziów, o końcowej klasyfikacji decydują telewidzowie poprzez głosowanie telefonicznie oraz SMS-owe. W każdym z odcinków odpada jedna para, która uzyskała najmniejszą liczbę głosów po przeliczeniu sms-ów.

## Ekipa

### Prowadzący
| Prowadzący        | Sezon | Sezon | Sezon | Sezon | Sezon | Sezon |
| Prowadzący        | 1     | 2     | 3     | 4     | 5     | 6     |
| ----------------- | ----- | ----- | ----- | ----- | ----- | ----- |
| Zeta Makripulia   |       |       |       |       |       |       |
| Dukissa Nomiku    |       |       |       |       |       |       |
| Ewangelia Arawani |       |       |       |       |       |       |

| Współprowadzący       | Sezon | Sezon | Sezon | Sezon | Sezon | Sezon |
| Współprowadzący       | 1     | 2     | 3     | 4     | 5     | 6     |
| --------------------- | ----- | ----- | ----- | ----- | ----- | ----- |
| Eleni Karpontini      |       |       |       |       |       |       |
| Mary Sinatsaki        |       |       |       |       |       |       |
| Argiris Aggelu        |       |       |       |       |       |       |
| Ntoretta Papadimitriu |       |       |       |       |       |       |
| Kostas Martakis       |       |       |       |       |       |       |
| Sawas Pumburas        |       |       |       |       |       |       |

### Jurorzy
| Jurorzy                | Sezon | Sezon | Sezon | Sezon | Sezon | Sezon |
| Jurorzy                | 1     | 2     | 3     | 4     | 5     | 6     |
| ---------------------- | ----- | ----- | ----- | ----- | ----- | ----- |
| Alexis Kostalas        |       |       |       |       |       |       |
| Giannis Latsios        |       |       |       |       |       |       |
| Galena Velikova-Chaina |       |       |       |       |       |       |
| Katia Dandoulaki       |       |       |       |       |       |       |
| Fokas Ewagelinos       |       |       |       |       |       |       |
| Errika Prezeraku       |       |       |       |       |       |       |
| Giorgos Liagkas        |       |       |       |       |       |       |
| Eleonora Meleti        |       |       |       |       |       |       |

## Uczestnicy

### Pierwsza edycja
| Miejsce | Gwiazda            | Tancerz                |
| ------- | ------------------ | ---------------------- |
| 1.      | Errika Prezaraku   | Todoris Panagakos      |
| 2.      | Mattildi Maggira   | Richard Silaghi        |
| 3.      | Eugenia Manolidu   | Elias Ladas            |
| 4.      | Stamatis Gardelis  | Efi Giannaraki         |
| 5.      | Mike Zambidis      | Anna Polizu            |
| 6.      | Savvas Pumpuras    | Emily Mattaiakaki      |
| 7.      | Dimitris Wlachos   | Maria Andimisari       |
| 8.      | Patricia Peristeri | Alexandros Papadopulos |
| 9.      | Chrisopiji Dewedzi | Panagiotis Grammatikos |
| 10.     | Kostas Sommer      | Ceni Nikolencu         |
| 11.     | Fotini Pipili      | Dimitri Krania         |
| 12.     | Vicky Kulianu      | Elias Boutsis          |

### Druga edycja
| Miejsce | Gwiazda             | Tancerz             |
| ------- | ------------------- | ------------------- |
| 1.      | Argiris Aggelu      | Emily Mattaiakaki   |
| 2.      | Kostas Martakis     | Maria Antimisari    |
| 3.      | Aggeliki Iliadi     | Elias Bucis         |
| 4.      | Tryfonas Samaras    | Claudia-Anna Stoyia |
| 5.      | Nadia Boule         | Tanos Pisanidis     |
| 6.      | Eleonora Meleti     | Elias Ladas         |
| 7.      | Natalia Dragumi     | Juri Dimitrow       |
| 8.      | Giorgos Gerolimatos | Fotini Papastawru   |
| 9.      | Natassa Kalogridi   | Vaggelis Holevas    |
| 10.     | Maria Curi          | Panos Ksilas        |
| 11.     | Marietta Chrusala   | Todoris Panagakos   |
| 12.     | Nasos Galakteros    | Anna Polyzu         |
| 13.     | Giorgos Chraniotis  | Dzeni Nikolenddzu   |
| 14.     | Niki Ksantu         | Dimitris Kranias    |